# Sodna vas
Sodna vas este o localitate din comuna Podčetrtek, Slovenia, cu o populație de 80 de locuitori.